# Osage-Morde
Die Osage-Morde waren eine Reihe von Verbrechen, die an amerikanischen Ureinwohnern des Osage-Stamms im Osage County, Oklahoma, in den 1910er- bis 1930er-Jahren im Zusammenhang mit der Entdeckung von Erdöl verübt wurden.

## Vorgeschichte

Delegation des Rates der Osage-Indianer in Washington, um sich mit Sekretär Work und dem Kommissar für Indianerangelegenheiten Burke zu beraten und die Frage der Verpachtung von Ölfeldern im Osage-Reservat zu erörtern, 1921

Nachdem die Osage auf Grund der fortschreitenden Landnahme durch weiße Siedler gezwungen gewesen waren, ihr angestammtes Siedlungsgebiet zu verlassen, erwarben sie 1870 für den Preis von 1,90 Dollar pro Hektar ein ca. 5700 Quadratkilometer großes Gebiet in Oklahoma südlich der Grenze zu Kansas. 1897 wurde in diesem Gebiet, dem heutigen Osage County, Erdöl entdeckt. Das US-Innenministerium verwaltete über das Bureau of Indian Affairs die Pachtverträge für die Ölsuche und -förderung auf dem Land der Osage Nation und später die Lizenzgebühren, die an die einzelnen Zuteilungsberechtigten gezahlt wurden. Im Zuge der Vorbereitung Oklahomas für die Aufnahme als Bundesstaat in die USA teilte die Bundesregierung in Washington 1907 jedem Osage-Stammesmitglied 266 ha zu. Danach hatten sie und ihre gesetzlichen Erben, ob Osage oder nicht, auf der Grundlage der ihnen zugeteilten Ländereien ein Anrecht auf Lizenzgebühren für die Ölförderung. Dieses Recht konnte an gesetzliche Erben, was auch Nicht-Osage mit einschloss, vererbt werden. Der Stamm hielt die Berechtsame gemeinschaftlich und zahlte seinen Mitgliedern einen Prozentsatz, der sich nach ihrem Besitz richtete.
Bis 1920 war der Markt für Öl dramatisch gewachsen und brachte den Osage großen Reichtum. Allein im Jahr 1923 „nahm der Stamm mehr als dreißig Millionen Dollar ein, was heute [2017] mehr als vierhundert Millionen Dollar entspricht“. Menschen in den ganzen USA lasen über die Osage, die als „die reichste Nation, der reichste Clan oder die reichste soziale Gruppe aller Rassen auf der Erde, einschließlich der Weißen, Mann für Mann“ bezeichnet wurden; einige Osage nutzten ihre Tantiemen, um ihre Kinder auf Privatschulen zu schicken; andere kauften schicke Autos, Kleidung und Schmuck und reisten durch Europa. Zusammen mit Zehntausenden von Ölarbeitern zog der Ölboom viele weiße Opportunisten nach Osage County.
Auf Druck der mehrheitlich weißen Bevölkerung, die den Osage ihren Reichtum neidete, setzte sich allmählich der Glaube durch, dass die Osage nicht in der Lage seien, ihren neuen Reichtum zu verwalten. Daher verabschiedete der Kongress der Vereinigten Staaten 1921 ein Gesetz, das vorsah, dass die Gerichte für jeden Osage, der mindestens zur Hälfte von ihnen abstammte, einen Vormund ernennen mussten, der ihre Tantiemen und finanziellen Angelegenheiten verwaltete, bis sie ihre „Mündigkeit“ unter Beweis stellten. Nach diesem System erhielten auch Minderjährige, die weniger als zur Hälfte Osage waren, einen Vormund, unabhängig davon, ob die Minderjährigen noch lebende Eltern hatten oder nicht. Die Vormunde wurden von den Gerichten aus den Reihen der weißen Anwälte oder Geschäftsleute vor Ort ernannt. Die Anreize für Kriminalität waren überwältigend; solche Vormunde nutzten oft Schlupflöcher in den Gesetzen, um Osage-Land, ihre Stammesrechte oder Lizenzgebühren zu erhalten; andere wurden verdächtigt, selbst vor Mord nicht zurückzuschrecken.
Zu dieser Zeit arbeiteten acht Anwälte in Pawhuska, dem Sitz von Osage County mit 8.000 Einwohnern; die Zahl der Anwälte soll so hoch gewesen sein wie die von Oklahoma City mit 140.000 Einwohnern. 1924 klagte das Innenministerium zwei Dutzend Vormunde von Osage wegen Korruption bei der Verwaltung ihrer Aufgaben im Zusammenhang mit ihren Schützlingen an, aber alle entgingen einer Bestrafung durch eine außergerichtliche Einigung. Es wird angenommen, dass diese Vormunde ihre Schützlinge um Millionen von Dollar betrogen haben. Berichten zufolge befanden sich 1929 immer noch 27 Millionen Dollar im Besitz des „Guardian Systems“, der Organisation, die zum Schutz der finanziellen Interessen von 883 Osage-Familien im Osage County eingerichtet worden war. Das Ganze stellte sich als ein Zusammenspiel von Vormunden, die typischerweise weiße Rancher, Anwälte, Geschäftsleute und Lokalpolitiker waren, und Gesetzeshütern, Juristen und sogar Richtern, die diese Verbrechen deckten, dar. Zwar waren sich die Osage dieser Zustände bewusst, doch hatten sie keinerlei Möglichkeit, dagegen vorzugehen.

## Die Morde
In den frühen 1920er Jahren wurde der Westen der USA von den Berichten über die Ermordung von 18 Osage und drei Nicht-Eingeborenen im Osage County innerhalb kurzer Zeit erschüttert. Die Zeitungen in Colorado berichteten über die Morde als „Schreckensherrschaft“ im Osage-Reservat. Einige Morde schienen mit mehreren Mitgliedern einer Familie in Verbindung zu stehen.
Am 27. Mai 1921 entdeckten örtliche Jäger die verwesende Leiche der 36-jährigen Anna Brown in einer abgelegenen Schlucht im Osage County. Da der Mörder nicht gefunden werden konnte, stuften die örtlichen Behörden ihren Tod als Unfall aufgrund einer Alkoholvergiftung ein und legten den Fall ad acta. Brown war geschieden, so dass ihr Nachlass ihrer Mutter, Lizzie Q. Kyle, zugesprochen wurde. Kelsie Morrison, ein Kleinkrimineller, gab später zu, Brown ermordet zu haben, und sagte aus, dass William Hale, ein prominenter lokaler Viehzüchter, ihn darum gebeten habe. Zusammen mit seinem Geständnis brachte Morrison Hales Neffen und Browns Ex-Freund Byron Burkhart in Verbindung mit dem Mord. Morrison sagte aus, dass er und Burkhart, nachdem sie Brown zuvor im Haus ihrer Schwester Mollie getroffen hatten, eine stark betrunkene Brown zum Three Mile Creek brachten, wo Morrison sie erschoss.
Die Leiche eines anderen Osage, Browns Cousin Charles Whitehorn (auch bekannt als Charles Williamson), wurde am selben Tag wie die von Brown in der Nähe von Pawhuska entdeckt; Whitehorn war erschossen worden. Zwei Monate später wurde auch Lizzie Q. Kyle ermordet. Zu diesem Zeitpunkt hatte Lizzie bereits eigene Landrechte sowie die Landrechte ihres verstorbenen Mannes und ihrer beiden Töchter geerbt.
Im Februar 1922 wurde William Stepson, ein Rodeo-Champion, durch einen Vorwand dazu gebracht, sein Haus zu verlassen. Als er nach einigen Stunden wieder zurückkehrte, machte er einen eindeutig kranken Eindruck. Er starb noch in der gleichen Nacht. Laut Obduktionsbericht kam man zu dem Ergebnis, dass er vermutlich mit Strychnin vergiftet worden sei.
Zwischen März und Juli ereigneten sich zwei weitere Morde, bei denen die Opfer vermutlich an einer Vergiftung starben. Im August 1922 wurde der weiße 25-jährige Barney Mcbride in Washington umgebracht, nachdem mehrere Osage ihn gebeten hatten, nach Washington zu gehen und dort die Bundesbehörden zu ersuchen, Ermittlungen aufzunehmen. Man fand seine nackte Leiche mit zertrümmertem Schädel und 20 Messerstichen in einem Durchlass in Maryland.
Am 6. Februar 1923 wurde Henry Roan, ein weiterer Cousin Browns (auch bekannt als Henry Roan Horse), in seinem Auto im Osage-Reservat tot aufgefunden. Roan hatte auch eine finanzielle Verbindung zu Hale, da er sich oft von ihm Geld lieh. Mehr als einen Monat später, am 10. März 1923, zerstörte eine Bombe das Haus von Annas Schwester Rita Smith in Fairfax und tötete Rita und ihre Dienerin Nettie Brookshire. Ritas Ehemann, Bill Smith, erlitt bei der Explosion schwere Verletzungen und starb vier Tage später.
Am 28. Juni 1923 erhielt der Anwalt William „W.W.“ Vaughan aus Pawhuska einen Telefonanruf aus einem Krankenhaus in Oklahoma City. Man hatte den 46-jährigen George Bigheart mit Verdacht auf Vergiftung eingeliefert. Bigheart habe Informationen über die Osage-Morde, wolle aber nur mit ihm darüber sprechen. Vaughan willigte ein und die beiden Männer trafen sich noch am selben Abend. Bigheart berichtete Vaughan, er habe einen Verdacht, wer hinter den Morden stecke, und habe Zugang zu belastenden Dokumenten, die seine Behauptungen beweisen würden. Nachdem Bigheart verstorben war, machte sich Vaughan mit dem Zug auf die Heimreise. Doch als der Zug am nächsten Morgen in Pawhuska ankam, war er spurlos verschwunden. 36 Stunden später fand man seine Leiche nackt und mit gebrochenem Genick 50 Kilometer außerhalb von Oklahoma City. Zwischen 1921 und 1923 wurden dreizehn weitere Todesfälle von vollblütigen Osage-Männern und -Frauen gemeldet, die von Gerichten ebenfalls als unmündig erklärt worden waren. Bis 1925 starben mindestens 60 weitere Osage, die ihr Land an ihre Vormunde vererbt hatten, bei denen es sich ausschließlich um ortsansässige weiße Anwälte oder Geschäftsleute handelte.

## Ermittlung

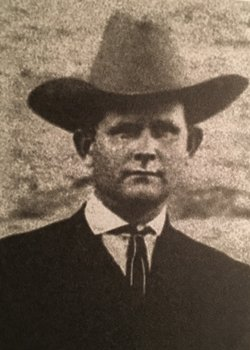
Thomas Bruce White

Im Jahr 1925 baten die Stammesältesten der Osage mit Hilfe des örtlichen Gesetzeshüters James Monroe Pyle das BOI um Hilfe, als die örtlichen und staatlichen Behörden die steigende Zahl der Morde nicht aufklären konnten. Pyle legte seine Beweise für Mord und Verschwörung vor und bat um eine Untersuchung. Das BOI schickte Tom White, einen ehemaligen Texas Ranger, der 1917 zum Bureau of Investigation gekommen war, um die Ermittlungen zu leiten. White, dem eine formelle Polizeiausbildung fehlte, hatte Probleme, sich mit modernen forensischen Methoden zurechtzufinden. Er hatte sich als Ermittler bestimmte Fähigkeiten angeeignet, wie verborgene Muster zu erkennen und aus verstreuten Fakten eine zusammenhängende Geschichte zusammenzusetzen. Aufgrund der Vielzahl von Hinweisen und des Eindrucks, dass die Polizei korrupt war, beschloss White, dass er das öffentliche Gesicht der Ermittlungen sein würde, während die meisten Agenten verdeckt arbeiten würden. Die anderen Agenten waren: ein ehemaliger Sheriff aus New Mexico, sein Bruder J.C. White, ein ehemaliger Texas Ranger, John Burger, der bereits an der vorherigen Untersuchung mitgewirkt hatte, Frank Smith und John Wren, ein Mitglied der Ute, der früher als Spion für die mexikanischen Revolutionäre gearbeitet hatte.
Der Stammesrat der Osage vermutete, dass Hale für viele der Todesfälle verantwortlich war. Der Kommissar für indianische Angelegenheiten im Innenministerium entsandte vier Agenten, die als verdeckte Ermittler arbeiteten. Nach zweijähriger Arbeit entdeckten die Agenten einen Verbrecherring, der von Hale angeführt wurde, der im Osage County als „König der Osage Hills“ bekannt war. Hale und seine Neffen, Ernest und Byron Burkhart, waren von Texas nach Osage County ausgewandert, um auf den Ölfeldern Arbeit zu finden. Dort entdeckten sie den immensen Reichtum der Mitglieder der Osage-Nation, der sich aus den Lizenzgebühren für die Pacht von Ölfeldern ergab. Hales Ziel war es, die Rechte und das Vermögen mehrerer Stammesmitglieder zu erlangen, darunter die Osage-Frau seines Neffen, die letzte Überlebende ihrer Familie. Um einen Teil des Reichtums zu erlangen, überredete Hale Ernest, Mollie Kyle, eine Vollblut-Osage, zu heiraten. Hale arrangierte dann die Morde an Mollies Schwestern, ihrem Schwager, ihrer Mutter und ihrem Cousin Henry Roan, um die Versicherungspolicen und Landrechte jedes Familienmitglieds zu kassieren. Weitere Zeugen und Beteiligte wurden ermordet, als sich die Ermittlungen zu der Verschwörung ausweiteten. Mollie und Ernest Burkhart erbten alle Rechte von ihrer Familie. Die Ermittler fanden bald heraus, dass Mollie bereits vergiftet worden war.

## Verhalten der Behörden
Zunächst taten sich die Ermittlungsbehörden sehr schwer mit der Aufklärung der Morde, teils aus Rassismus und teils aus Korruption. Da es sich in den Augen der Behörden „lediglich“ um tote Indianer handelte, zeigten die meisten Personen, die mit der Ermittlung beschäftigt waren, wenig Interesse, diese Fälle aufzuklären. So wurden am Tatort von Anna Brown weder Fotos gemacht, noch suchte man nach Fingerabdrücken. Sehr oft begnügte man sich damit, dass man die Todesursache feststellte und den Fall dann zu den Akten legte. Hinzu kamen anonyme Drohungen gegen Richter und Polizeibeamte. Erst nachdem sich das FBI in die Ermittlungen eingeschaltet hatte, lieferten die Untersuchungen erste Ergebnisse.

## Anklagen und Gerichtsverfahren

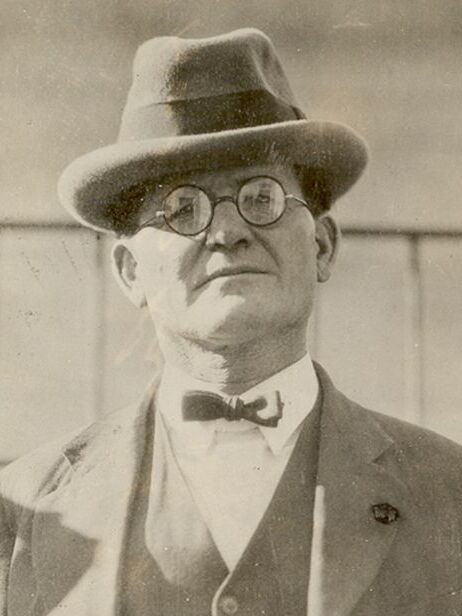
William King Hale (1922)

Hale, seine Neffen und einer der von ihnen angeheuerten Rancharbeiter wurden des Mordes an der Familie von Mollie Kyle angeklagt. Des Weiteren wurde Hale des Mordes an Roan angeklagt, der auf dem Land des Osage-Reservats getötet worden war, was das ganze zu einem Bundesverbrechen machte. Zwei seiner Komplizen waren gestorben, bevor die Ermittlungen des BOI abgeschlossen waren. Hale und der Rest seiner Helfershelfer wurden in den Jahren 1926 bis 1929 in Staats- und Bundesprozessen verurteilt, bei denen es zu mehreren Gerichtswechseln kam, da die Geschworenen sich nicht auf ein Urteil einigen konnten, Berufungen eingelegt und Urteile aufgehoben wurden. Ernest bekannte sich 1926 schuldig, an der Verschwörung beteiligt gewesen zu sein.
John Ramsey gestand seine Beteiligung an der Ermordung von Roan unmittelbar nach seiner Verhaftung. Er sagte, Hale habe ihm 500 Dollar und ein neues Auto für den Mord an Roan versprochen. Ramsey traf Roan auf einer Straße außerhalb von Fairfax und sie tranken zusammen Whiskey. Dann schoss Ramsey Roan in den Kopf. Später änderte Ramsey seine Geschichte und behauptete, der eigentliche Mörder sei Curly Johnson gewesen. Sein Komplize, Byron Burkhart, ein weiterer Neffe, hatte als Kronzeuge ausgesagt. Über den Prozess wurde landesweit in Zeitungen und Zeitschriften berichtet. Hale, Ramsey und Ernest Burkhart wurden zu lebenslanger Haft verurteilt und später trotz der Proteste der Osage auf Bewährung freigelassen.
Mehrere Einwohner von Pawhuska baten den Gouverneur von Oklahoma, Jack C. Walton, um eine umfassende Untersuchung der Todesfälle von Charles Bigheart und seinem Anwalt William Vaughan. Walton beauftragte Herman Fox Davis mit der Untersuchung. Kurz nach seiner Beauftragung wurde Davis wegen Bestechung verurteilt. Obwohl Walton Davis später begnadigte, wurde die Untersuchung von Bigheart und Vaughan nie abgeschlossen.
Im Fall der Morde von Bill und Rita Smith war Ernest bald überzeugt, dass selbst das Geld seiner Frau und der politische Einfluss seines Onkels ihn nicht retten konnten. Er plädierte auf „schuldig“ wodurch er der Todesstrafe zu entgehen hoffte. Auch er sagte für die Staatsanwaltschaft als Kronzeuge aus und beschuldigte seinen Onkel, für die Morde verantwortlich zu sein. Ernest sagte, er habe eine Person namens Henry Grammer als Mittelsmann benutzt, um einen Berufsverbrecher namens Asa „Ace“ Kirby mit den Morden zu beauftragen. Sowohl Grammer als auch Kirby wurden getötet, bevor sie aussagen konnten. Ernest Burkharts Versuch, seine Frau zu töten, schlug fehl. Mollie, eine gläubige Katholikin, hatte ihrem Priester erzählt, dass sie befürchtete, zu Hause vergiftet zu werden. Der Priester riet ihr, unter keinen Umständen Alkohol zu trinken. Er alarmierte auch einen der FBI-Agenten. Mollie erholte sich von dem Gift, das sie bereits zu sich genommen hatte, und ließ sich (nach den Gerichtsverhandlungen) von Ernest scheiden. Mollie Burkhart Cobb starb am 16. Juni 1937 an einer nicht näher bekannten Ursache. Ihre Kinder erbten ihr gesamtes Vermögen.

## Verfilmung
2021 drehte Regisseur Martin Scorsese in Oklahoma, speziell an Schauplätzen im Osage County, den Film Killers of the Flower Moon, der die Geschehnisse als True-Crime-Western von fast dreieinhalb Stunden Dauer erzählt.